# Marianergraven
Marianergraven er verdens dybeste oceangrav. Marianergraven, der er beliggende mellem Asien og Australien (11°21'N 142°12'E) og opkaldt efter øgruppen Marianerne, er ca. 2.550 km lang og har en gennemsnitlig bredde på blot 69 km. Den dybeste del af graven hedder Challengerdybet, hvor det dybeste punkt er beliggende 10.911 meter under havoverfladen. Trykket på bunden af Marianergraven er 108,6 MPa, hvilket er 1.072 gange højere end normaltrykket ved havoverfladen (1.013 hPa).
Marianergraven er dannet ved, at en af Jordens tektoniske oceanbundsplader (Stillehavspladen) presses ned under en anden plade (Marianerpladen) i en nedsænkningszone. 
Der er foretaget dyk i Marianergraven i 1960 med batyskafen Trieste, den ubemandede japanske havsonde Kaiko og ubådene Nereus og Deepsea Challenge i henholdsvis 1995, 2009, 2012 og 2018.

## Udforskning af Marianergraven

### Triestei 1960
I 1960 lykkedes det Jacques Piccard og kaptajnløjtnant Donald Walsh at nå bunden i batyskafen Trieste. Nedturen tog 4 timer og 48 minutter og blev gjort ved hjælp af tung jernballast. På bunden så de søtunger, helleflyndere og rejer.[kilde mangler] Ingen havde troet på liv så dybt nede.  Jernballasten blev frigjort, og da dykkerkuglen[kilde mangler] hang i en ballon med benzin, steg den opad. Opturen tog 3 timer og 17 minutter.

### Nereusi 2009
I 2009 blev endnu en ubåd, Nereus, sendt ned i Challengerdybet i Marianergraven, og her blev bunden teoretisk set nået endnu engang. Nereus er fjernstyret, og den er designet og udrustet til at kunne klare det høje tryk, der er på selv det dybeste punkt. Nereus nåede derfor i maj ned i en dybde af 10.902 meter, ud af den totale dybde på 10.911 meter. Nereus tilbragte 10 timer på bunden, og med sig op havde den bundprøver, som indeholdt liv. 
Det høje tryk i dybhavet er årsagen til, at vi ikke har den største indsigt i livet der, men med Nereu åbnes nye muligheder for forskning af dybhavet. 

### Deepsea Challengei 2012
Den 26. marts 2012 nåede Titanic-filminstruktøren James Cameron ned til bunden af Marianergraven med ubåden Deepsea Challenge. Ubåden anvendte 454 kg stålballast til komme ned, og opdriften skyldes syntaktisk skum (Isofloat). Nedturen tog 2½ time, opholdet på bunden tog tre timer, mens opturen kun tog 70 minutter.
11°21′N 142°12′Ø / 11.35°N 142.2°Ø